# Маньково (Смоленская область)
Маньково — деревня в Краснинском районе Смоленской области России. Административный центр Маньковского сельского поселения.

## География
Расположена в западной части области в 4 км к северо-востоку от Красного, в 1 км к северу от автодороги Р135 (Смоленск — Красный — Гусино), на правом берегу Лосвинка.

## История
Родовое поместье польского дворянского рода Броневских

## Население
| 2007 |
| ---- |
| 656  |

## Известные уроженцы, жители
- Броневский, Семён Михайлович (1763—1830) — участник русско-персидской войны 1796 года, губернатор Феодосии, историк Кавказа.

## Инфраструктура
Усадьба Печковских.
Краснооктябрьская средняя общеобразовательная школа, Дом культуры, хлебопекарня (в настоящий момент не работает), колбасный цех (не работает), молокоперерабатывающая станция (не работает). AFG/

Личное подсобное хозяйство с зоной сельскохозяйственного использования, индивидуальная застройка усадебного типа.

## Транспорт
Автобусное сообщение с райцентром. Остановка общественного транспорта «Маньково».